# Par conditio creditorum
La Par conditio creditorum es una locución latina que significa ‘igual condición de crédito’. Es un principio del derecho concursal que consiste en la paridad de tratamiento en igualdad de condiciones, para los acreedores.
Su objeto es la satisfacción a prorrata (proporcional) de los derechos de los acreedores, respetando la respectiva posición preferencial que tengan los mismos en virtud de la ley (por ejemplo, un acreedor hipotecario).

## Ejemplos de ruptura de lapars conditio creditorum
- El que un acreedor pueda recibir un pago anticipado de su crédito
- El que un acreedor pueda ser favorecido con mejores garantías luego de abierto el concurso.
- Existencia de una multiplicidad de procedimientos concursales.

- Datos: Q2051146